# Chute

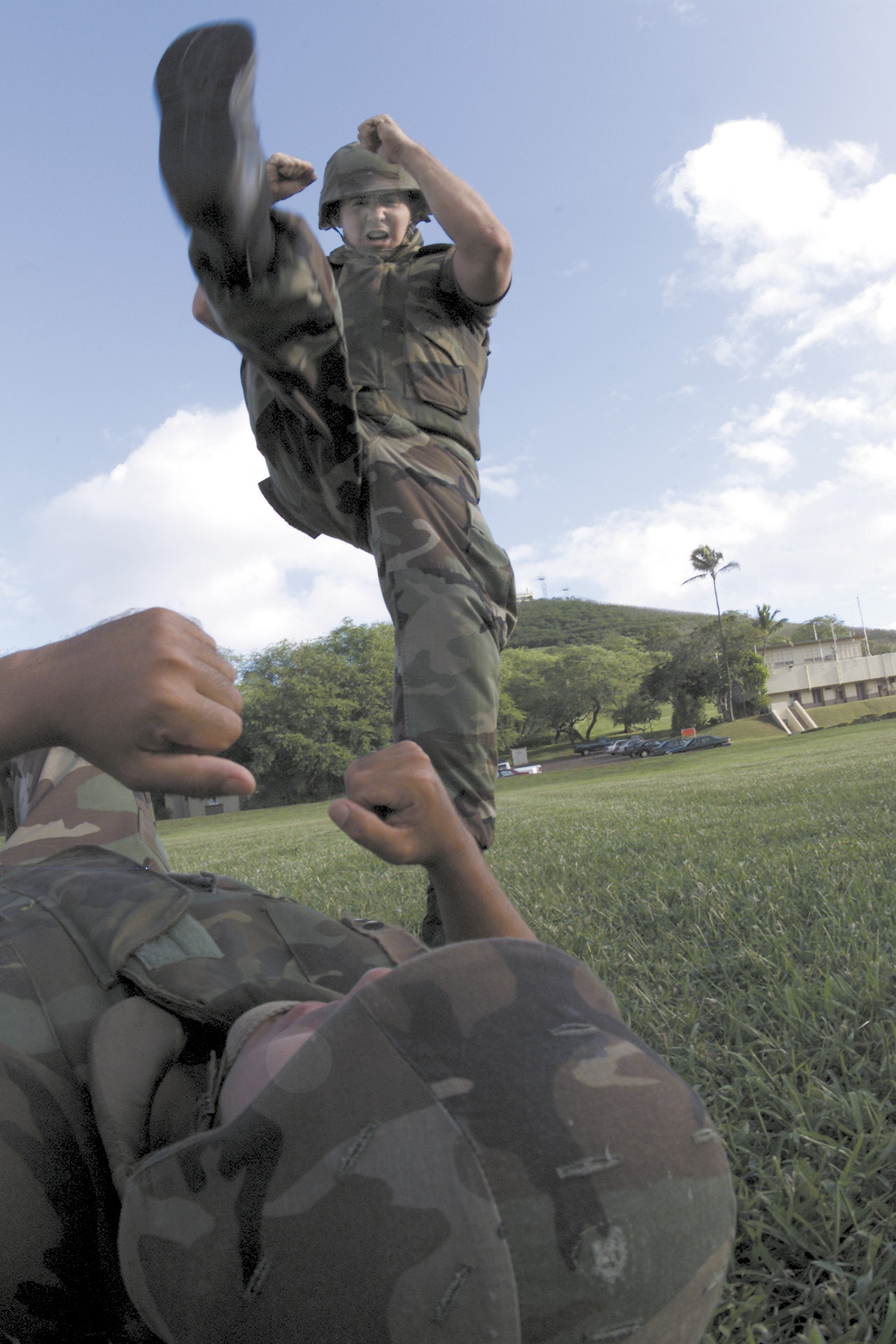
Marines a praticar chutes.

Um chute ou pontapé consiste num golpe dado com o pé ou a perna, usualmente utilizado no contexto da prática de esportes e artes marciais. É usado em combate como um ataque. Geralmente, os chutes são mais lentos que os socos embora mais fortes que os golpes com as mãos. 
O chute é uma parte fundamental em muitas artes marciais. Os exemplos são: wushu, karatê, kung-fu, kickboxing, muay thai, tangsudo ou taekwondo; ao passo que outras artes não usam qualquer chute, como judô ou boxe. 
Aí existe um grande número de chutes, e muitos têm nomes típicos para cada. Freqüentemente o mesmo movimento tem nomes diferentes em artes marciais diferentes. Isto é óbvio especialmente quando comparações são feitas entre artes ocidentais e artes orientais.

## Exemplo emkick boxing

### Chuta usuais
- Chute frontal (front kick): quadris de frente - É de forma "penetrante", de forma "de empurrão" (Push kick, Pushing kick) ou de forma "castigada" (Front snap-kick).
- Chute lateral (side kick): quadris de lado - É de forma "penetrante".
- Chute semicircular (Semi circular kick): também chute circular de 45 graus. Chute da categoria das técnicas ditas circular. São executadas com as quadris de frente por um movimento pendular do membro inferior ao redor da quadril (movimento de fechamento da coxa sobre o tronco) quem pode combinar-se uma extensão viva do joelho. À imagem das chuta circular, contempla habitualmente os objetivos laterais do corpo.
- Chute circular (roundhouse kick): em linha baixa ou chute baixa (low kick), de altura média (nível do tronco) ou chute média (middle kick) e em alta linha (nível da cabeça) ou chute alta (high kick).
- Chute de gancho (hook kick) ou chute circular inversa: quadris de frente ou de lado.
- Chute traseira (back kick) ou chute para atrás: quadris de costas.
- Varrido (sweeping): chute de varrido somente sobre o sapatilha de boxe (ou o pé). Principais formas: varrido à colher, à cucharón ou de gancho. Existe os varridos giratórios (tipo roundhouse-kick) e devolvidos (tipo spinning hook-kick).

(1) As chuta frontal e lateral, de forma "penetrante", sobre o membro inferior são autorizadas entre os profissionais particularmente para certos títulos, mas não em todos os países.
(2) Existem numerosas chuta híbridas, tal a "lateral-frontal" (side-front) que a "chute lateral" com as quadris mais bem frontal que permite uma conexão instantânea das técnicas de punho muito útil em defesa ativa

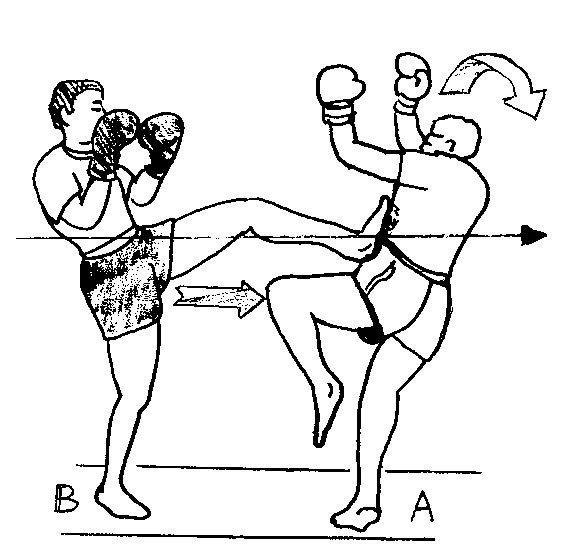
Chute frontal
Chute lateralChute lateral
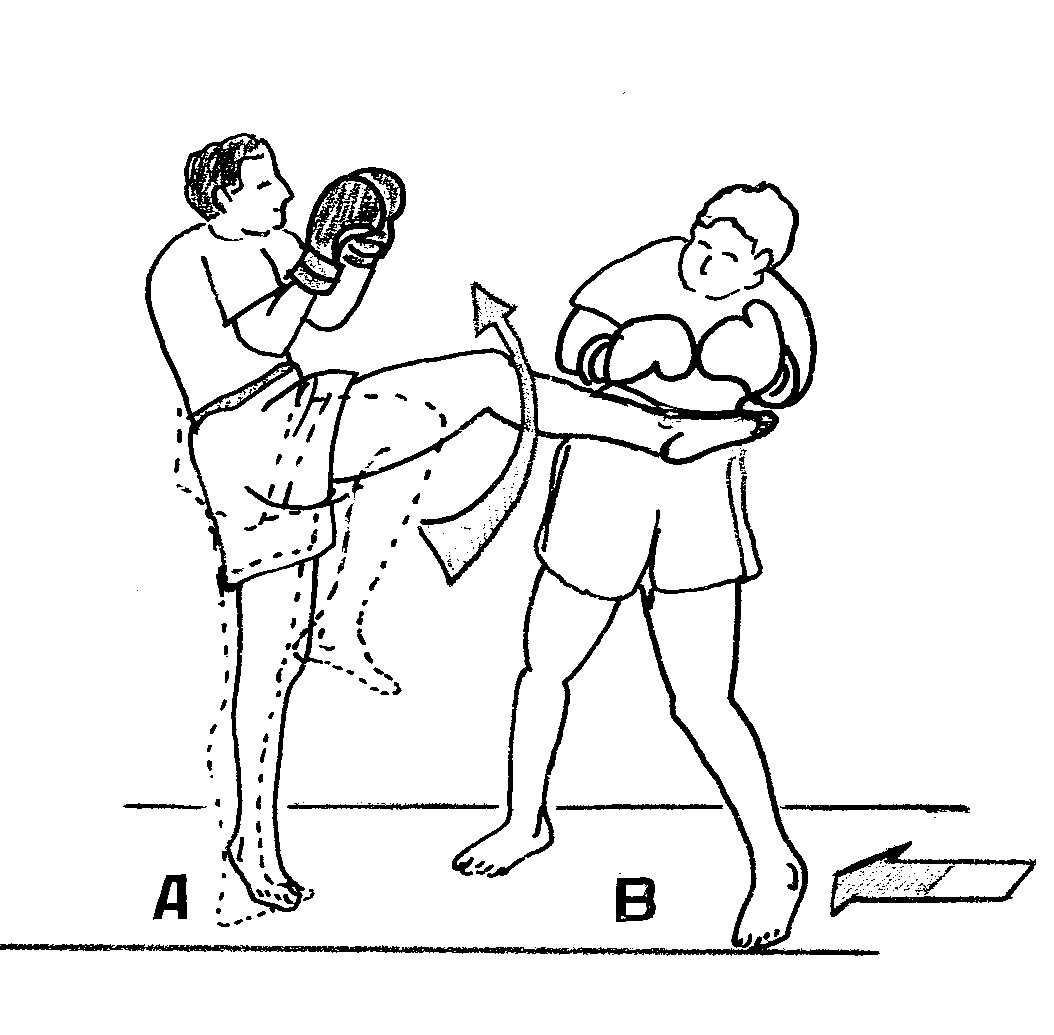
Chute semicircular
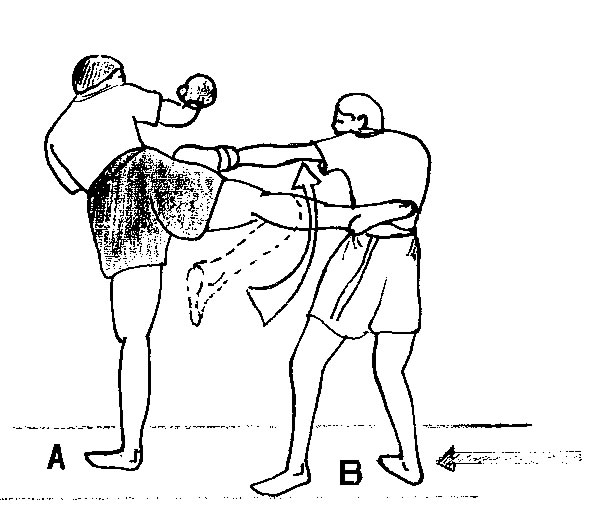
Chute circular

### Chuta menos praticadas
Categoria das chuta com perna reta, dito "em pau" (stick kick):
- Chute crescendo (crescent kick): quadris de frente.
- Chute descendente (hammer kick ou axe kick): levado com o calcanhar - chute dita em "martelo".

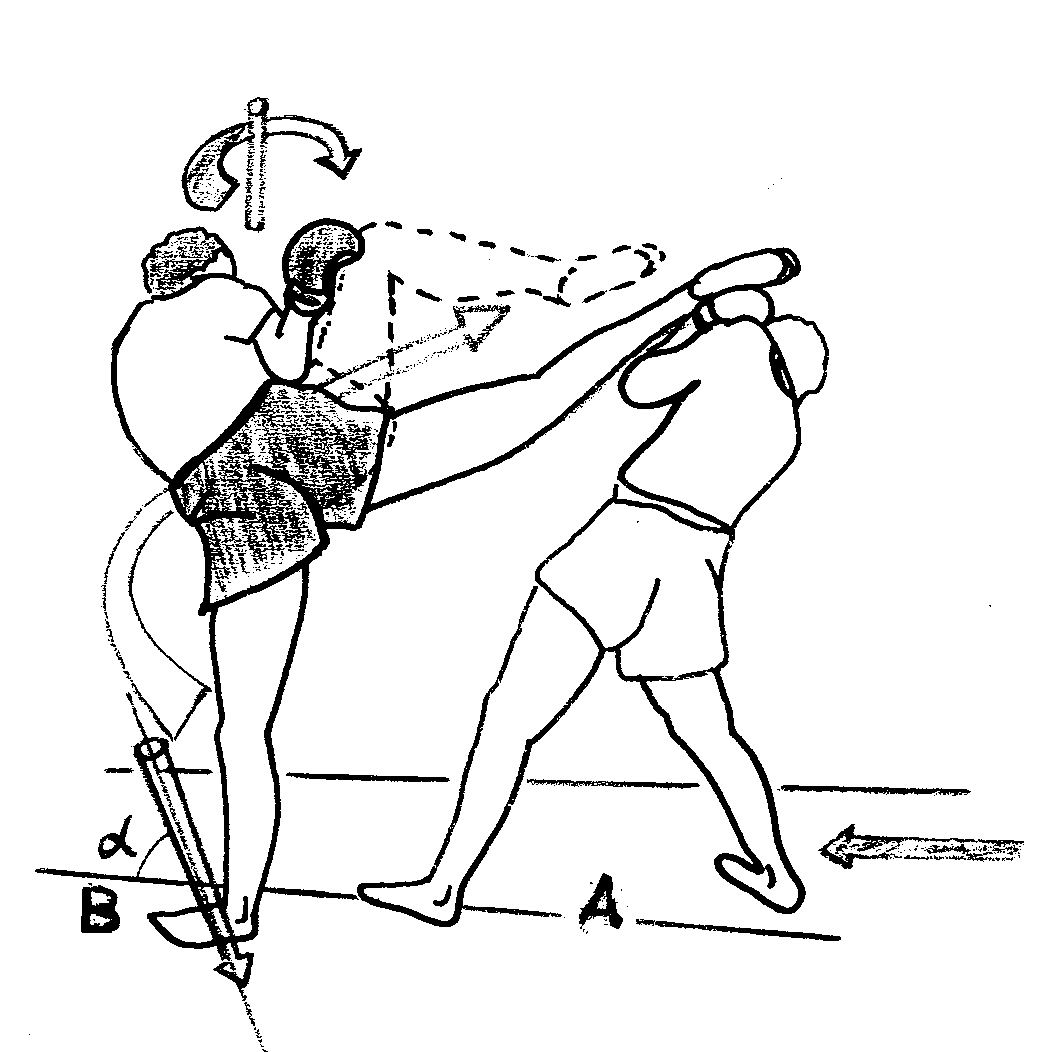
Chute de gancho
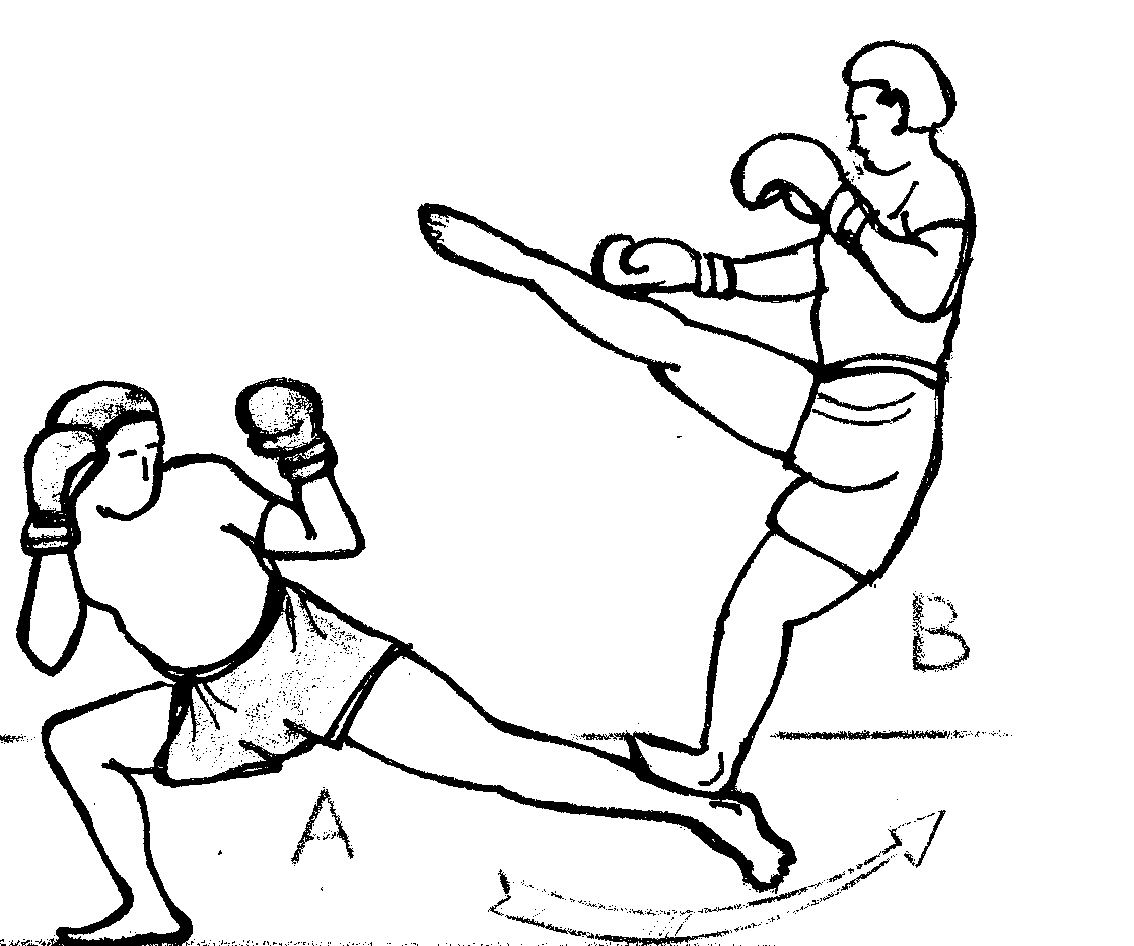
Varrido de tipo chute de gancho com giro)
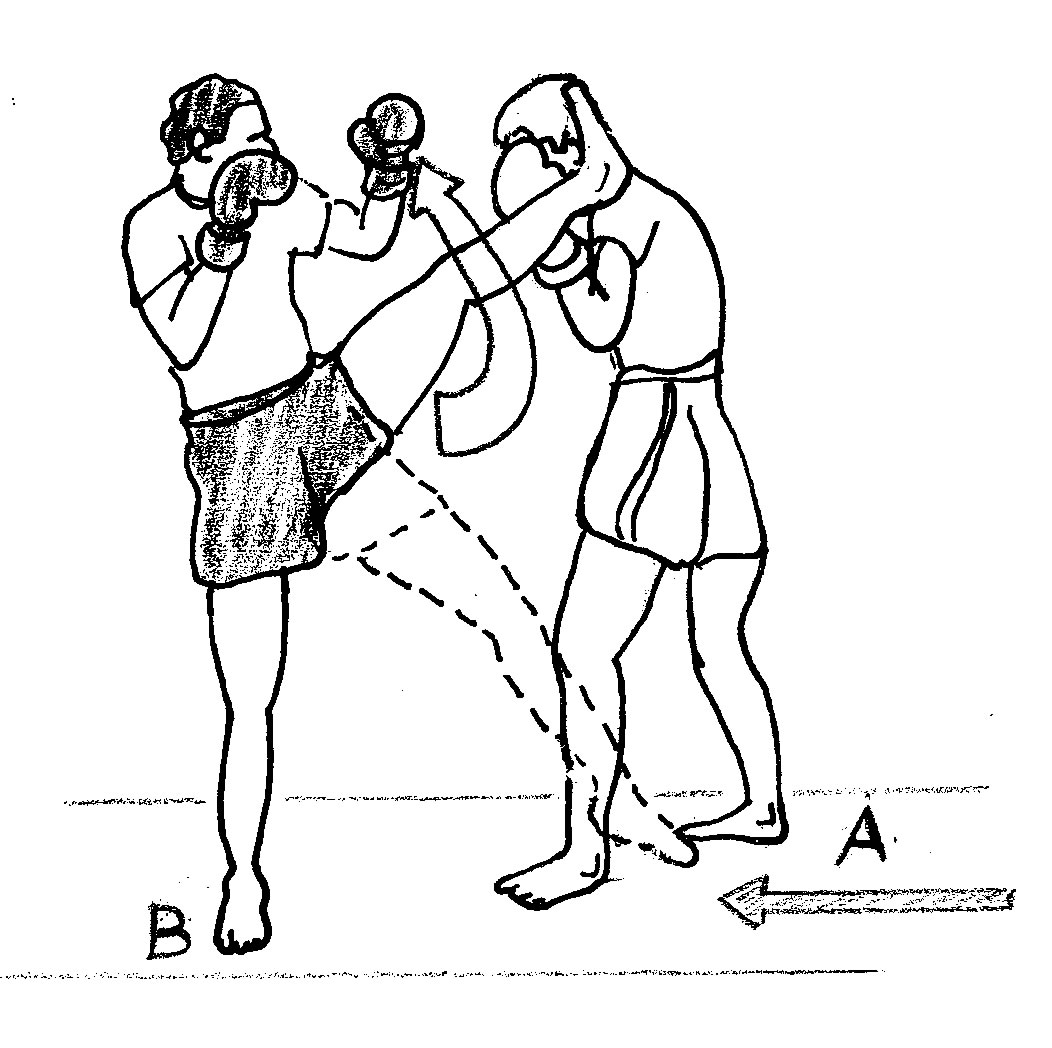
Chute crescendo
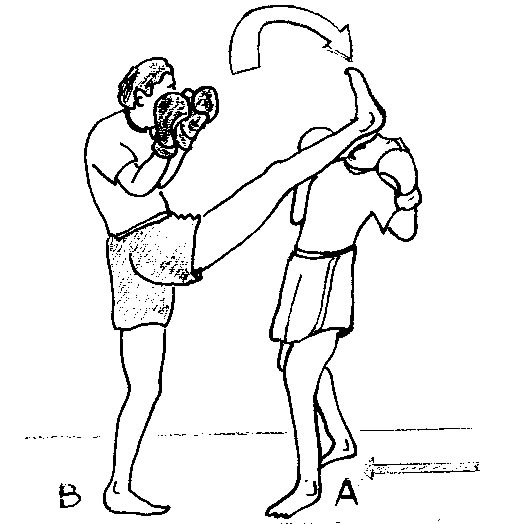
Chute descendente

### Chuta com giro e volantes
- Chute de gancho com giro (spinning hook kick).
- Chute lateral com giro (spinning side kick).
- Chute traseira com giro (spinning back kick).
- Chute frontal com salto (ou "em salto") (jumping front kick).
- Chute circular com salto (jumping roundhouse kick).
- Chute lateral com salto (jumping side kick).
- Chute traseira com salto (jumping back kick).

(*) Algumas técnicas podem ser com giro e com salto à vez.

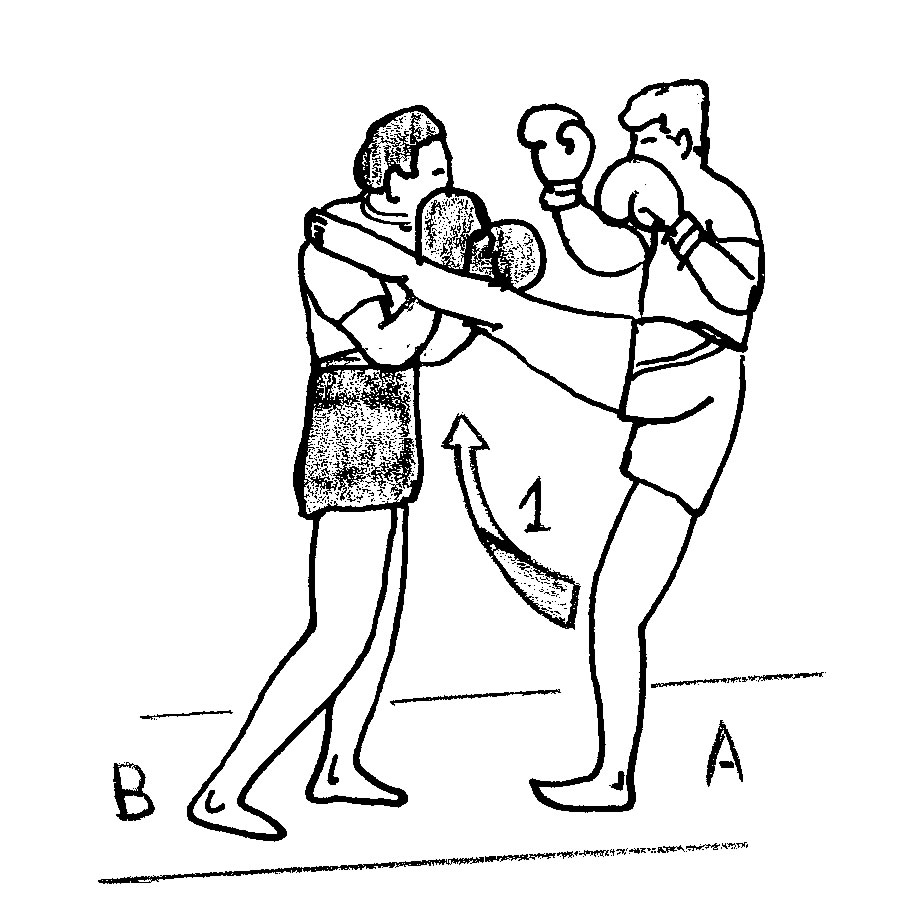
Chute de tipo palito a distância meia
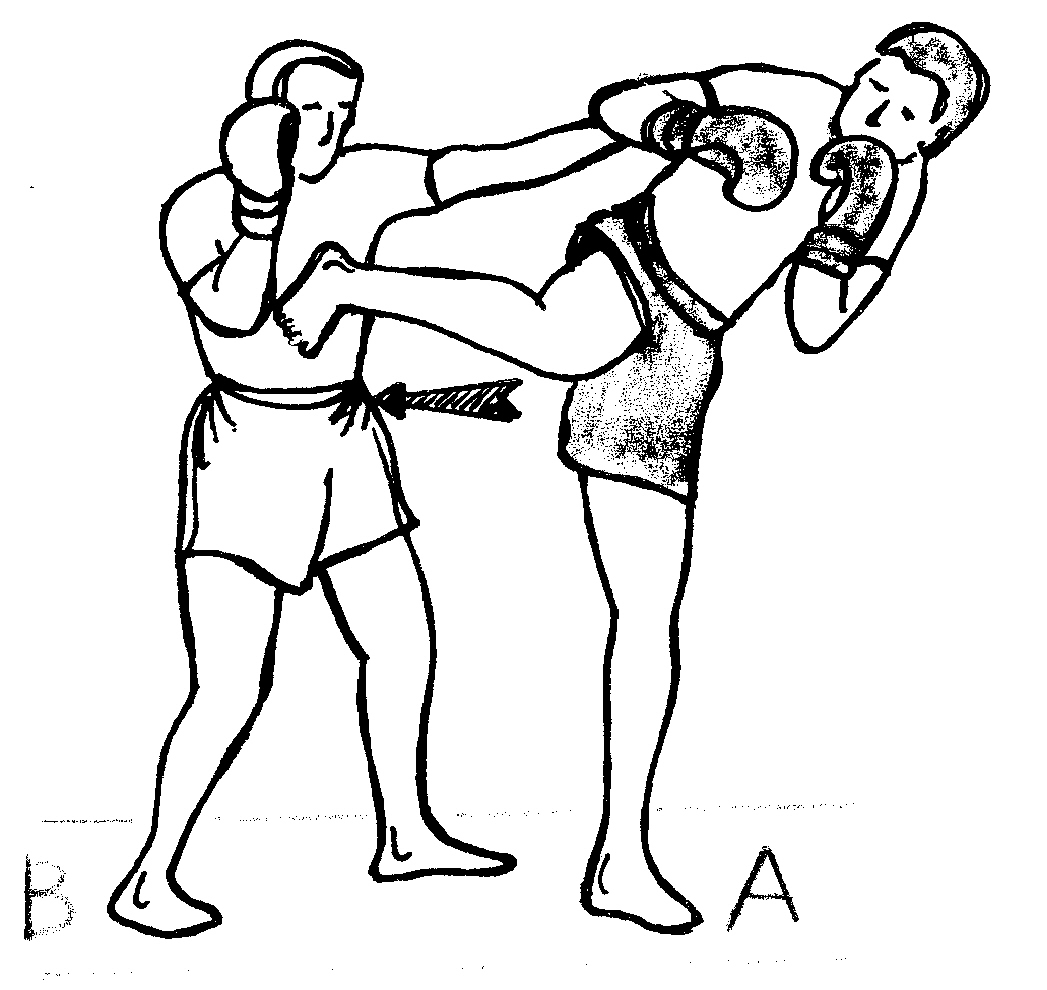
Chute traseira com giro em golpe de contra
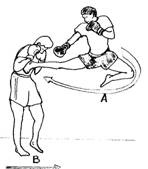
Chute lateral com salto
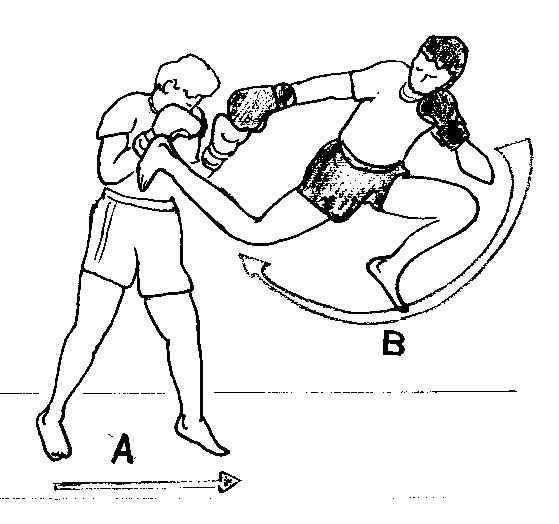
Chute traseira com salto)

## Chutes docaratê
Há também uma técnica de chute para provas de Marcar X. Que aplicadas em conjunto com o conhecimento tradicional tem o poder de aumentar significativamente as notas nos concursos.